# 優占種

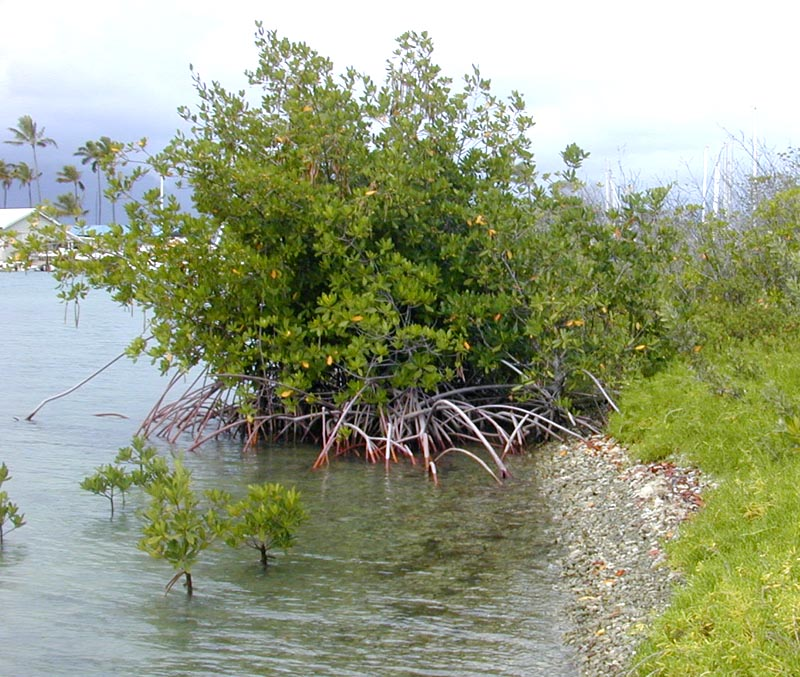
ヒルギ科（マングローブ）は熱帯の塩性の沼沢地の優占種である。

優占種（ゆうせんしゅ、英語: dominant species）は、生物群集において競合する他の種よりも個体数の多い、またはより大きなバイオマスを形成する分類群。生物群集を代表し、その特徴を決定付ける種である。また、そのようになることを優占するという。
- 西ヨーロッパの湿潤疎林では、多くの地域でハンノキ属（ヨーロッパハンノキ（英語版））が優占種である。
- 温帯のボグ（泥炭地）では、優占種は通常ミズゴケ属である。
- 熱帯の潮間帯の優占種はマングローブ（ヒルギ科）となるのが一般的である。
- 海底の生物群集はクモヒトデが優占種となる地域がある。
- 岩が露出した海岸地帯は固着性の生物、例えば蔓脚類やカサガイ類（英語版）が優占種となる。